# Yvrac-et-Malleyrand
Yvrac-et-Malleyrand là một xã thuộc tỉnh Charente trong vùng Nouvelle-Aquitaine tây nam nước Pháp. Xã này có độ cao trung bình 210 mét trên mực nước biển.